# Tiempo muerto (película)
Tiempo muerto es un documental argentino dirigido por los hermanos Baltazar Tokman e Iván Tokman que fue estrenado el 31 de mayo de 2012 y que había sido visto anteriormente en festivales. La película narra la historia de los campeones del mundial de básquet de 1950. El documental fue producido con apoyo del Instituto Nacional de Cinematografía y Artes Audiovisuales. La investigación se basa en el libro "1956, Donde habita el olvido" de Emilio J. Gutiérrez.

## Sinopsis
En el año 1950 Argentina se consagra campeón del primer mundial de básquetbol. Seis años más tarde, y en el contexto de la dictadura autodenominada Revolución Libertadora, la primera generación dorada del básquetbol argentino fue proscripta instalándose durante la dictadura de Pedro Eugenio Aramburu la persecución y censura sufrida por los deportistas argentinos que habían triunfado en la década comprendida entre 1945 y 1955. La Confederación Argentina de Basket Ball, en 1957 fue intervenida por la dictadura militar,
Luego de obtener el título fueron recibidos en la Casa Rosada para ser agasajados por el Presidente Juan Domingo Perón. "Ustedes hicieron mucho por el país. ¿Qué puede hacer el país por ustedes?", preguntó. Pérez Varela, el más lanzado, le contó que era vendedor y que si el gobierno le regalaba un auto le facilitaría el trabajo. Finalmente recibieron un certificado de exención del impuesto para la compra de un auto. En consecuencia los campeones del mundo fueron suspendidos de por vida. 
También se muestra en el film, el profundo vínculo de amistad que unió a la "primera generación dorada" del básquetbol argentino: se siguen reuniendo todos los miércoles en el Club Palermo, cosa que nunca dejaron de hacer desde que consiguieron el campeonato.

## Festivales
La película participó en la Selección Oficial de la Competencia Argentina del 25° Festival de Mar del Plata. En el mismo fue galardonada con una mención del jurado de Feisal, la Federación Iberoamericana de Escuelas de Imagen y Sonido. 
Participó en el 22° Festival Internacional de Cine de Viña del Mar, en la competencia Documental Internacional.